# Caterina Vertova
Caterina Vertova (Milano, 19 luglio 1960) è un'attrice italiana.

## Biografia
Ottiene nel 1985 il diploma alla scuola del Piccolo Teatro di Milano. Si specializza in laboratori a Londra, segue dei tirocini presso l'Actors Studio di New York e stage di danza alla scuola acrobatica École Nationale du Cirque di Parigi. Rientrata stabilmente in Italia, lavora in teatro per importanti allestimenti di opere classiche e moderne: con Giorgio Strehler in La grande magia di Eduardo De Filippo, con Luigi Squarzina rilegge Pirandello in La vita che ti diedi e per Mario Missiroli interpreta altri due capolavori contemporanei: Il Vittoriale degli italiani di Tullio Kezich e Lulù di Frank Wedekind.
In televisione si specializza in ruoli di donna passionale, complessa e pericolosa, nei quali riesce meglio a esprimersi artisticamente. Lavora in Incantesimo, Il bello delle donne e Il commissario a fianco di Massimo Dapporto; e una donna alle prese con le difficoltà della vita in Commesse.
Nel 1985 debutta nel cinema in Ginger e Fred di Federico Fellini e successivamente ne La puttana del re, Il macellaio, Maria, figlia del suo figlio, Lucrezia Borgia, Cuore sacro di Ferzan Özpetek, Ho voglia di te, Natale a Miami, Chiamami Salomè e La canarina assassinata di Daniele Cascella.

## Filmografia

### Cinema
- Ginger e Fred, regia di Federico Fellini (1986)
- La puttana del re (La Putain du roi), regia di Axel Corti (1990)
- Il macellaio, regia di Aurelio Grimaldi (1998)
- Lucrezia Borgia, regia di Florestano Vancini (2002)
- Chiamami Salomè, regia di Claudio Sestieri (2005)
- Natale a Miami, regia di Neri Parenti (2005)
- Cuore sacro, regia di Ferzan Özpetek (2005)
- Ho voglia di te, regia di Luis Prieto (2006)
- La canarina assassinata, regia di Daniele Cascella (2007)
- La stanza del sorriso, regia di Enzo Dino (2008)

### Televisione
- Una favola spinta – film TV (1990)
- La ragnatela – miniserie TV (1991)
- Camilla parlami d'amore – serie TV (1992)
- La ragnatela 2 – miniserie TV (1993)
- Zwei Väter und eine Tochter (1994)
- Zwei Männer und die Frauen (1996)
- Wanderjahre (1996)
- Il conto Montecristo – miniserie TV (1996)
- Racket – miniserie TV (1996)
- Mord & Totschlag (1998)
- Lui e lei, episodio L'ultima verità (1998)
- Trenta righe per un delitto, episodio La donna giusta (1998)
- Incantesimo – serie TV (1998)
- Mai con i quadri – miniserie TV (1999)
- Commesse – serie TV, 6 episodi (1999)
- Villa Ada, regia di Pier Francesco Pingitore – film TV (1999)
- Don Matteo – serie TV, episodio Il fuoco della passione (2000)
- La casa delle beffe – miniserie TV (2000)
- Sospetti – serie TV (2000)
- Maria, figlia del suo figlio, regia di Fabrizio Costa – film TV (2000)
- Per amore per vendetta, regia di Mario Caiano – miniserie TV (2001)
- Il bello delle donne – serie TV, 4 episodi (2001)
- Inviati speciali – film TV (2001)
- Occhi verde veleno, regia di Luigi Parisi – miniserie TV (2001)
- Fabio Montale – miniserie TV (2002)
- Il commissario – serie TV, 7 episodi (2002)
- Soraya – miniserie TV (2003)
- Mio figlio – miniserie TV (2005)
- Ho sposato un calciatore – miniserie TV (2005)
- Zodiaco – miniserie TV (2008)
- Il maresciallo Rocca e l'amico d'infanzia – miniserie TV (2008)
- Io e mio figlio - Nuove storie per il commissario Vivaldi – miniserie TV (2008)
- Gli ultimi del Paradiso – film TV  (2010)
- Il commissario Montalbano – serie TV, episodio L'età del dubbio (2011)
- Rex – serie TV, episodio Tutto in una notte (2011)
- CentoVetrine – serie TV (2008-2011)
- La farfalla granata, regia di Paolo Poeti – film TV (2013)
- Un posto al sole – soap opera (2018)

## Teatrografia parziale
- Spettri, di Henrik Ibsen, regia di Beppe Navello, (1985)
- Macbeth, di William Shakespeare, regia di Cosimo Cinieri (1985)
- Lettere persiane, di Montesquieu, regia di Maurizio Scaparro (1986)
- La grande magia, di Eduardo De Filippo, regia di Giorgio Strehler (1986)
- Il ratto di Proserpina, di Pier Maria Rosso di San Secondo, regia di Guido De Monticelli (1986)
- The dooms they walk, di Elio Pecora, regia di Marco Carniti (1986)
- La valigia, regia di Antonio Salines, (1987)
- La morte di Empedocle, di Friedrich Höderlin, regia di Cesare Lievi (1987)
- La coscienza di Zeno, di Italo Svevo, regia di Egisto Marcucci (1988)
- Le tre sorelle, di Anton Čechov, regia di Peter Hatkins  (1988)
- Oblomov, di Ivan Aleksandrovič Gončarov regia di Beppe Navello (1988)
- Tempo di uccidere, di Ennio Flaiano, regia di Alvaro Piccardi (1989)
- La vita reale di Jakob Geherda, di Bertold Brecht, regia di Rita Tamburi (1989)
- La vita che ti diedi di Luigi Pirandello, regia di Luigi Squarzina (1989)
- La famiglia del Santolo, di Giacinto Gallina, regia di Luigi Squarzina (1989)
- Il Vittoriale degli Italiani, di Tullio Kezich, regia di Mario Missiroli (1990)
- Elettra, di Giuseppe Manfridi, regia di Giorgio Treves (1990)
- Controcanto al chiuso, di Biancamaria Frabotta, regia di Rita Tamburi (1991)
- Lulù, di Frank Wedekind, regia di Mario Missiroli (1991)
- La grande magia, di Eduardo De Filippo, regia di Giorgio Strehler (1992)
- La strega, di Nicolaj Koliada, regia di Renato Giordano (1992)
- Come tu mi vuoi, di Luigi Pirandello, regia di Giorgio Strehler (1992)
- Filax Anghelos, di Renato Sarti, regia di Marco Carniti (1994)
- La lunga notte di Medea, di Corrado Alvaro, regia di Marco Carniti (1994)
- La vita che ti diedi, di Luigi Pirandello, regia di Luigi Squarzina (1994)
- Sogno di un mattino di primavera, di Gabriele D'Annunzio, regia di Rita Tamburi (1995)
- La lunga notte di Medea, di Corrado Alvaro, regia di Alvaro Piccardi (1995)
- Didone, di Giuseppe Manfridi, regia di Walter Manfrè (1996)
- Le confessioni, di Walter Manfrè, regia di Walter Manfrè (1998)
- Sappho, di Franz Grillparzer, regia di Marco Carniti (1998)
- Nessuno è perfetto, di Simon Williams, regia di Alvaro Piccardi (2000)
- Gerusalemme: tre donne per un Dio solo, di Paolo Puppa, regia di Alvaro Piccardi (2002)
- La figlia di Iorio, di Gabriele D'Annunzio, regia di Massimo Belli (2002)
- La fiaccola sotto il moggio, di Gabriele D'Annunzio, regia di Massimo Belli (2003)
- Metti, una sera a cena, di Giuseppe Patroni Griffi, regia di Giuseppe Patroni Griffi (2003)
- Conversazione in Sicilia, di Elio Vittorini, regia di Walter Manfrè (2004)
- La donna vestita di sole, di Davide Cavuti, regia di Davide Cavuti (2004)
- Interrogatorio a Maria, di Giovanni Testori, regia di Walter Manfrè (2005)
- Medea, di Lucio Anneo Seneca, regia di Alberto Gagnarli (2006)
- Anita, di Diego Gullo regia di Giuseppe Dipasquale (2007)
- La notte delle donne (2008)
- Tango or not regia di Davide Cavuti (2008)
- Un canto per Ecuba, regia di Giancarlo Biffi (2010)
- Mia figlia vuole portare il velo, di Sabina Negri, regia di Lorenzo Loris (2011)
- Giocasta, di Dimitra Mitta, regia di Stefano Molica (2013)
- Il fuoco di Hanifa, di Francesco Zarzana e Silvia Resta (2013)
- Conciliare stanca, di Francesco Zarzana (2014)
- Malafemmina, di Francesco Zarzana (2015)
- Giocasta - Edipo, di Dimitra Mitta e Jean Cocteau, regia di Stefano Molica (2015)
- La casa di ciascuna, regia di Caterina Vertova (2017)
- Il gabbiano (à ma mère), regia di Giancarlo Sepe (2019)
- La mano del destino, regia di Marco Carniti (2022)
- 1936 #cerco mio figlio#si chiama Federico, regia di Marco Carniti (2023)
- DONNE REGINE "La casa di ciascuna" regia di Caterina Vertova (2024)

## Pubblicità
- Barilla regia di David Ashwell (1993)
- Superga, di Alessandro D'Alatri (1996)
- Spot Lavazza International di Alessandro D'Alatri (1996)

## Partecipazioni
(selezione)
| Anno | Titolo                                                                                      | Diffusione |
| ---- | ------------------------------------------------------------------------------------------- | ---------- |
| 2002 | Membro della giuria del 42º Festival della Televisione di Montecarlo                        | Rai Uno    |
| 2005 | Notte di luce… aspettando domenica                                                          | Rai Uno    |
| 2005 | Una voce per Padre Pio                                                                      | Rai Uno    |
| 2005 | Il Caffè di Cinzia Tani                                                                     | Rai Uno    |
| 2009 | Componente della giuria finale inediti Teatro del Premio "Città di Trieste", Alabarda d'oro |            |
| 2011 | Premio Letterario Carige                                                                    |            |

## Riconoscimenti
- 1994 Premio Fondi La Pastora come protagonista teatrale dell'anno
- 1999 Premio Internazionale della Fotografia Cinematografica Gianni di Venanzo
- 1999 Premio Letterario Pisa come rilevazione televisiva dell'anno
- 1999 Premio “Nuovo Gange” di Fossa per il grande merito alla cultura
- 1999 Premio Civitas Pozzuoli
- 2000 Premio Arte e Cultura E. Petrolini
- 2001 Premio Oscar del Successo della Provincia di Alessandria
- 2003 Premio PalcoCinema Randone
- 2005 Premio “Civitas” alla carriera
- 2006 Premio Acqui Terme della Regione Piemonte alla carriera
- 2007 Premio Roma Arte alla carriera
- 2008 Premio Gassman – premio speciale come artista teatrale dell'anno
- 2008 Premio “Festival Cinematografico delle Cerase” alla carriera
- 2008 Premio “Veneri di Parabita” alla carriera
- 2009 Premio “Pericle d'Oro” alla carriera
- 2009 Premio “Attrice dell'anno” dell'Associazione Laureati Università Bocconi
- 2010 Premio V Sicilian Film Festival Miami Beach come "Migliore Attrice" per la fiction Mio Figlio
- 2010 Premio Città di Fiumicino “Contro tutte le mafie”
- 2010 Premio Alabarda d'oro alla carriera per il teatro
- 2011 Corona d'Alloro Europclub Regione Siciliana per l'arte (prestigioso riconoscimento conferito a Ennio Morricone, Barbara Carfagna, Giovanna Mulas. Istvan Horkay e Carlos Sanchez)
- 2012 Premio "PAVIADONNA" per la Fedeltà al Lavoro
- 2024 Premio per la parità di genere "Donne dentro: la bellezza dell' essere"

## Discografia
- Vitae, di Davide Cavuti (2016)